# 門羅縣 (俄亥俄州)

在俄亥俄州的位置

門羅縣（英語：Monroe County）是位於美国俄亥俄州東部的一個縣，東南以俄亥俄河與西維吉尼亞州相隔。面積1,185平方公里。根据美国人口调查局2000年统计，共有人口15,180人。县治伍兹菲尔德（Woodsfield）。
成立於1813年。縣名是紀念第五任總統詹姆斯·門羅（時任國務卿）。

## 工業
在20世纪下半叶，俄亥俄州门罗县的制造业兴盛了几十年。該縣的奥梅特铝厂曾经年产铝材近30万吨，雇员两千多人，超过门罗县人口的十分之一。該厂於2014年关闭，给門羅縣造成深重的打击，全縣失业率在鋁廠停產後升至10.2%，是全州最高。在2016年美國總統選舉，唐納·川普在門羅縣的得票率超過7成。